# Federico Cesi (cardinale)

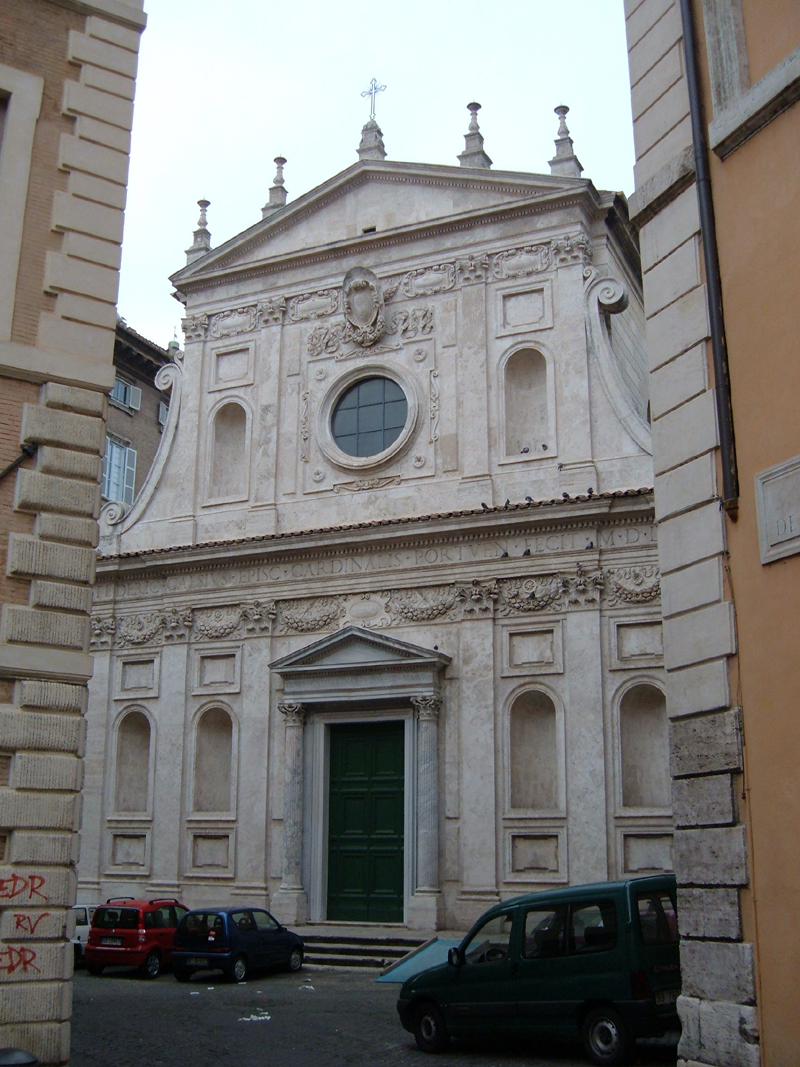
La chiesa di santa Caterina dei Funari a Roma, fatta erigere da Federico Cesi

Federico Cesi (Roma, 2 luglio 1500 – Roma, 28 gennaio 1565) è stato un cardinale e vescovo cattolico italiano.

## Biografia
Era il figlio di Angelo Cesi, nobile romano, e Francesca Cardoli. Fu fratello del cardinale Paolo Emilio Cesi e parente anche dei cardinali Bartolomeo, Pierdonato I e II.
Studiò giurisprudenza a Roma ed esercitò per breve tempo l'avvocatura.
Fu eletto vescovo di Todi il 12 giugno 1523, in seguito alla rinuncia del fratello cardinale che ne era amministratore apostolico e ricevette una dispensa per non avere ancora compiuto i ventisette anni che erano canonicamente necessari.
Il 19 dicembre 1544 papa Paolo III lo elevò alla dignità cardinalizia e il 9 gennaio dell'anno successivo gli conferì il titolo di San Pancrazio fuori le mura.
L'11 marzo 1545 rassegnò le dimissioni dal governo pastorale della diocesi di Todi a favore del nipote Giovanni Andrea Cesi.
Il 9 novembre 1549 divenne amministratore apostolico della diocesi di Caserta, a cui rinunziò il 12 febbraio 1552.
Intanto il 28 marzo 1550 aveva optato per il titolo cardinalizio di Santa Prisca.
Fu amministratore apostolico della diocesi di Vulturara e Montecorvino dal 15 luglio 1550 al 14 marzo 1551, quattro giorni dopo divenne amministratore apostolico della diocesi di Cremona, che manterrà fino al 13 marzo 1560.
Il 20 settembre 1557 optò per l'ordine dei cardinali vescovi e ebbe la sede suburbicaria di Palestrina, di cui fece rinunzia per ottenere quella di Frascati il 18 maggio 1562 e infine optò per la sede suburbicaria di Porto-Santa Rufina il 12 maggio 1564.
Fra i suoi amici ebbe tre futuri santi: Filippo Neri, Carlo Borromeo e Ignazio di Loyola. Seguendo un consiglio di quest'ultimo, dal 1560 al 1564 fece erigere a sue spese la chiesa di Santa Caterina dei Funari in Roma.

## Genealogia episcopale
La genealogia episcopale è:
- Cardinale Girolamo Grimaldi
- Arcivescovo Martinho de Portugal
- Arcivescovo Alfonso Oliva, O.S.A.
- Cardinale Federico Cesi

## Ascendenza
|                                      |                    |                                                             | Genitori                  |  |  | Nonni |  |  | Bisnonni                |  |  | Trisnonni              |  |
|                                      |                    |                                                             |                           |  |  |       |  |  | Antonio Chitani di Cesi |  |  | Andrea Chitani di Cesi |  |
|                                      |                    |                                                             |                           |  |  |       |  |  | Antonio Chitani di Cesi |  |  | Andrea Chitani di Cesi |  |
|                                      |                    | Firmina Liviani                                             |                           |  |  |       |  |  | Antonio Chitani di Cesi |  |  |                        |  |
| Pietro Cesi                          |                    |                                                             |                           |  |  |       |  |  | Antonio Chitani di Cesi |  |  |                        |  |
|                                      |                    | Angela Ternabili                                            | …                         |  |  |       |  |  |                         |  |  |                        |  |
|                                      |                    | Angela Ternabili                                            | …                         |  |  |       |  |  |                         |  |  |                        |  |
|                                      |                    | Angela Ternabili                                            | …                         |  |  |       |  |  |                         |  |  |                        |  |
| Agnolo Cesi, nobile romano           |                    | Angela Ternabili                                            |                           |  |  |       |  |  |                         |  |  |                        |  |
|                                      |                    | …                                                           | …                         |  |  |       |  |  |                         |  |  |                        |  |
|                                      |                    | …                                                           | …                         |  |  |       |  |  |                         |  |  |                        |  |
|                                      |                    | …                                                           | …                         |  |  |       |  |  |                         |  |  |                        |  |
| Brigida dell'Arca                    |                    | …                                                           |                           |  |  |       |  |  |                         |  |  |                        |  |
|                                      |                    | …                                                           | …                         |  |  |       |  |  |                         |  |  |                        |  |
|                                      |                    | …                                                           | …                         |  |  |       |  |  |                         |  |  |                        |  |
|                                      |                    | …                                                           | …                         |  |  |       |  |  |                         |  |  |                        |  |
| Federico Cesi                        |                    | …                                                           |                           |  |  |       |  |  |                         |  |  |                        |  |
|                                      | Lucantonio Cardoli | Vittorio Cardoli                                            |                           |  |  |       |  |  |                         |  |  |                        |  |
|                                      | Lucantonio Cardoli | Vittorio Cardoli                                            |                           |  |  |       |  |  |                         |  |  |                        |  |
|                                      | Lucantonio Cardoli | …                                                           |                           |  |  |       |  |  |                         |  |  |                        |  |
| Lancellotto Cardoli, nobile di Narni | Lucantonio Cardoli |                                                             |                           |  |  |       |  |  |                         |  |  |                        |  |
|                                      |                    | …                                                           | …                         |  |  |       |  |  |                         |  |  |                        |  |
|                                      |                    | …                                                           | …                         |  |  |       |  |  |                         |  |  |                        |  |
|                                      |                    | …                                                           | …                         |  |  |       |  |  |                         |  |  |                        |  |
| Franceschina Cardoli                 |                    | …                                                           |                           |  |  |       |  |  |                         |  |  |                        |  |
|                                      |                    | Erasmo Stefano da Narni "Gattamelata", signore di Valmareno | Paolo da Narni            |  |  |       |  |  |                         |  |  |                        |  |
|                                      |                    | Erasmo Stefano da Narni "Gattamelata", signore di Valmareno | Paolo da Narni            |  |  |       |  |  |                         |  |  |                        |  |
|                                      |                    | Erasmo Stefano da Narni "Gattamelata", signore di Valmareno | Melania Gattelli          |  |  |       |  |  |                         |  |  |                        |  |
| Antonia Gattamelata                  |                    | Erasmo Stefano da Narni "Gattamelata", signore di Valmareno |                           |  |  |       |  |  |                         |  |  |                        |  |
|                                      |                    | Giacoma Beccarino Brunori "della Leonessa"                  | Antonio Beccarino Brunori |  |  |       |  |  |                         |  |  |                        |  |
|                                      |                    | Giacoma Beccarino Brunori "della Leonessa"                  | Antonio Beccarino Brunori |  |  |       |  |  |                         |  |  |                        |  |
|                                      |                    | Giacoma Beccarino Brunori "della Leonessa"                  | …                         |  |  |       |  |  |                         |  |  |                        |  |
|                                      |                    | Giacoma Beccarino Brunori "della Leonessa"                  |                           |  |  |       |  |  |                         |  |  |                        |  |